# Automatizacija
Automatizacija (od starogrčke reči = koji sam upravlja), robotizacija, industrijska automatizacija, ili numerička kontrola je upotreba kontrolnih sistema kakvi su računari da bi se kontrolisala industrijska mašinerija i procesi, u nameri da se zamene ljudski operateri. U oblasti industrijalizacije ovo je korak posle mehanizacije. I dok je mehanizacija obezbeđivala ljudima mašine koje bi im pomagale u fizičkim aspektima posla, automatizacija pored toga u velikoj meri smanjuje potrebu za ljudskim senzornim i mentalnim sposobnostima.
Automatizacija igra sve značajniju ulogu u globalnoj ekonomiji i svakodnevnom iskustvu. Inženjeri teže da kombinuju automatizovane uređaje sa matematičkim i organizacionim alatkama kako bi napravili složene sisteme za sve veću oblast primena i ljudskih aktivnosti. Još uvek ima mnogo poslova koji nisu u neposrednoj opasnosti od automatizacije. Nije izmišljen nijedan uređaj koji bi mogao da se poredi sa ljudskim okom u preciznosti i tačnosti izvršavanja mnogih zadataka, niti sa ljudskim uhom. Čak su i ljudi sa hendikepom u stanju da identifikuju i razlikuju mnogo više mirisa nego što to može bilo koji automatizovani uređaj. Ljudsko prepoznavanje šablona, prepoznavanje jezika i sposobnost za produkovanje jezika su daleko ispred svega sto su trenutno zamislili inženjeri automatizacije.
Specijalizovani pojačani računari, koji se zovu programabilni logički kontroleri (PLCs), koriste se često da bi se sinhronizovao upliv unosaka iz fizičkih senzora i događaja sa uplivom proizvoda. Ovo vodi preciznom upravljanju koje omogućava strogu kontrolu skoro svih industrijskih procesa. (Ljudi su strahovali da će ovaj uređaj, pošto je toliko rasprostranjen u celom industrijskom svetu, biti osetljiv na "Y2K bug" sa veoma opasnim posledicama.) Čovek-mašina interfejsi (HMI) ili računarski ljudski interfejsi (CHI) obično se koriste za komunikaciju sa programabilno logičkim kontrolerima i drugim računarima, kao što su oni za unos i praćenje temperature i pritisaka za dalju automatizovanu kontrolu ili sigurnosno reagovanje. Ljudi koji prate i kontrolišu ove interfejse često se nazivaju nepokretnim inženjerima.
Drugi oblik automatizacije koji uključuje računare je automatizovano testiranje, u kome je računarski kontrolisana automatizovana oprema za testiranje programirana da simulira ljude koji ručno testiraju aplikaciju. Ovo se često postiže korišćenjem automatizovanih alatki u testiranju koje stvaraju specijalne zapise (koji su napisani kao računarski programi) a koji usmeravaju ovu automatizovanu opremu kako bi se test izvršio. Konačno, poslednji oblik automatizacije je softver-automatizacija, tj. kada računar uz pomoć makro-rekorder softvera snima sekvence korisnikove akcije (miša i tastature) kao makro za kasnije ponovno puštanje.
Izveštaj o svetskom razvoju Svetske banke iz 2019. godine pokazuje evidenciju da nove industrije i radna mesta u tehnološkom sektoru nadmašuju ekonomske efekte radnika koji se raseljavaju automatizacijom. Za gubitke zaposlenja i umanjena primanja često se okrivljuje automatizacija, i stoga biva navedena kao jedan od mnogih faktora u ponovnom oživljavanju nacionalista, protekcionista i pobornika populističke politike u SAD-u, Velikoj Britaniji i Francuskoj, između ostalih zemalja od 2010-ih godina. Termin automatizacija, inspirisan ranijom reču automatski (koja potiče od automaton), nije bio široko korišćen pre 1947. godine, kada je Ford osnovao odeljenje za automatizaciju. U to vreme je industrija ubrzano usvajala kontrolere povratnih informacija, koji su uvedeni 1930-ih.

## Socijalna pitanja automatizacije
Automatizacija je pokrenula nekoliko bitnih društvenih pitanja. Među njima je i uticaj automatizacije na zapošljavanje. Luditi su bili društveni pokret engleskih tekstilnih radnika ranih 1800-ih koji su protestovali protiv Žakarovih automatizovanih mašina za tkanje - često uništavajući takve mašine, jer su osećali da su njihova radna mesta ugrožena. Od tada se termin ludita primenjuje za svakoga ko je protiv napretka u tehnologiji.
Neki tvrde da automatizacija vodi većoj stopi zaposlenosti. Jedan autor je izneo sledeći slučaj. Sama pojava automatizacije izazvala je veliki strah. Mislilo se da će zamenjivanje radnika kompjuterizovanim sistemima dovesti do visoke stope nezaposlenosti. U stvari, upravo suprotno se često pokazalo kao tačno, npr. oslobađanje radne snage omogućilo je da više ljudi dobije poslove koji zahtevaju visoke kvalifikacije, a koji su tipično i bolje plaćeni. Jedna neobična prateća pojava ovakvog pomeranja je da su sada "nekvalifikovani radnici" izvukli korist u "najnaprednijim" zemljama jer je malo ljudi slobodno da zauzme radna mesta koja zahtevaju visoko kvalifikovane radnike.
Oni koji u vidu imaju dugoročne posledice tvrde suprotno. Oni tvrde da je automatizacija tek počela i da sadašnje stanje može da prikrije njen dugoročni uticaj. Mnogi poslovi u proizvodnji nestali su u SAD-u tokom ranih 1990-ih, ali u jednom trenutku veliko povećanje IT poslova (koji su tek sada nadmašeni) istovremeno kompenzuje nedostatak manufakture.
Čini se da automatizacija smanjuje vrednost rada kroz njegovo zamenjivanje manje skupim mašinama; međutim, sveukupni efekat ovoga na radnu snagu u celini ostaje nejasan. Danas je automatizacija radne snage veoma unapređena i nastavlja da se ubrzano unapređuje širom sveta i zahvata sve više kvalifikovanih poslova, istovremeno povećavajući opštu dobrobit većine ljudi u svetu (tamo gde politički faktori nisu zamutili sliku). Nije dobro proučeno koju ulogu je automatizacija imala u ovim procesima.
Ironija je da je poslednjih godina gubitak poslova za koje je krivac automatizacija pripisan angažovanju honorarnih radnika. Ovaj stav je podržan činjenicom da je u SAD-u broj poslova koji se finansiraju iz sopstvenog budžeta u porastu, više nego onih koji se finansiraju izvan kompanije. Dalje, stopa smanjenja zapošljavanja u proizvodnji u SAD-u nije veća od svetskog proseka: 11% između 1995. i 2002. U istom periodu Kina, koja je često bila kritikovana za "krađu" američkih poslova u proizvodnji, izgubila je 15 miliona svojih poslova u proizvodnji (oko 15% od njenog ukupnog broja) u poređenju sa 2 miliona izgubljenih u SAD-u.
Milioni ljudskih telefonskih operatera širom sveta bili su u potpunosti (ili skoro u potpunosti) zamenjeni automatskim telefonskim centralama i sekretaricama (a ne indijskim ili kineskim radnicima). Hiljade istraživača u oblasti medicine zamenjeni su u mnogim medicinskim zadacima od primarnih ekrana u elektrokardiografiji ili radiologiji do laboratorijskih analiza ljudskih gena, seruma, ćelija, tkiva automatskim sistemima. Čak su i lekari delimično zamenjeni automatskim robotima sa daljinskim upravljanjem i visoko sofisticiranim robotima koji im omogućavaju da sa daljine izvode operacije i to sa tačnošću i preciznošću koju inače ne poseduje prosečan lekar. Pogledajte robote doktore i robote za operacije.

## Trenutni prioriteti u automatizaciji
Trenutno, za kompanije koje se bave proizvodnjom, svrha automatizacije je prešla sa povećane proizvodnje i smanjenja troškova na šira pitanja kao što su povećanje kvaliteta i fleksibilnosti u procesu proizvodnje.
Staro fokusiranje na upotrebu automatizacije samo da bi se povećala produktivnost i smanjili troškovi je viđeno kao nepraktično, zato što je takođe neophodno obezbediti kvalifikovanu radnu snagu koja može popravljati mašine i upravljati njima. Šta više, početni troškovi automatizacije bili su visoki i često nisu mogli biti pokriveni dok potpuno novi procesi proizvodnje ne zamene stare (japanski "roboti deponije" su nekad bili svetski poznati u industrijskoj proizvodnji.)
Automatizacija se danas često primarno primenjuje u svrhe povećanja kvaliteta u toku procesa proizvodnje, u slučajevima kada značajno može da poboljša kvalitet proizvoda. Na primer, automobilski i kamionski klipovi su nekada ručno ugrađivani u motore. Ovaj proces je ubrzo zamenjen automatizovanim mašinskim instaliranjem, zato što je nivo grešaka pri ručnom instaliranju bio 1-1.5%, a automatizacijom je smanjen na 0.00001%. Opasne operacije, kao što su dopunjavanje ulja, proizvodnja industrijskih hemikalija, kao i svi poslovi koji se tiču rada sa metalom, bili su uvek prvi kandidati za automatizaciju.
Drugi veliki pomak u automatizaciji je povećano naglašavanje fleksibilnosti i konvertibilnosti u procesu proizvodnje. Proizvođači sve češće traže mogućnost da lako pređu sa proizvodnje Proizvoda A na proizvodnju Proizvoda B bez izgradnje nove proizvodne trake.

## Pitanja bezbednosti u automatizaciji
Jedan od problema bezbednosti u automatizaciji je da, iako je često viđena kao način da se smanji ljudska greška u sistemu, povećavanje stepena i nivoa automatizacije takođe povećava i posledice grešaka. Na primer, nuklearni incident na ostrvu koje se zove Tri milje, bio je prouzrokovan preteranim oslanjanjem na "automatizovane sigurnosne sisteme". Nažalost prilikom ovog događaja, tvorci sigurnosnog sistema nisu predvideli da se sistem može srušiti na taj način, tako da su i automatski bezbednosni sistemi i njihovi ljudski kontrolori bili zatrpani velikom količinom nebitnih informacija. Automatizacija nam donosi mašine koje su projektovali veoma stručni ljudi (koji mogu da pogreše); mašine funkcionišu brzinom koja je daleko ispred ljudske sposobnosti reagovanja, a tim istim mašinama upravljaju ljudi relativno ograničenog obrazovanja (ili druge greške, poput katastrofa u Bopalu i Černobilju). Najzad, sa povećanim nivoom automatizacije u sve više domena, kada nešto krene naopako posledice brzo postaju katastrofalne. Ovo je tačno za sve složene sisteme i jedan od osnovnih ciljeva bezbednosnog inženjeringa za nuklearne reaktore je npr. da se naprave što jednostavniji bezbednosni mehanizmi koji ne mogu biti pogrešno upotrebljeni. .

## Automatizacija ili mehanizacija
Mehanizacija označava zamjenu ljudskog rada mašinama, dok se automatizacijom potpuno ili djelomično zamjenjuje umni napor čovjeka. Jedna od osnovnih osobina automatizacije je prodor u područje umnog rada čovjeka.

## Alati automatizacije
Postoje različiti tipovi alata automatizacije
- Simulacija
- DCS – Distribuirani kontrolni sistemi
- – Programabilni logički kontroleri
- PAC – Programabilni automatski kontroleri
- ANN – Veštačka neuronska mreža
- HMI – Čovek mašina interfejs
- – Nadzorna kontrola i sticanje podataka
- MES - Izrada izvršnih sistema
- LIMS –Upravljački sistem laboratorijskih informacija

Lista alata automatizacije korišćenih u IT polju (prošlom i sadašnjem):
- Telvent
- Autotester
- Simulink
- „WET”. Архивирано из оригинала 13. 06. 2007. г. Приступљено 06. 06. 2007.
- (QTP)
- TestPro
- Racionalni roboti
- Linijski pogled zasnovan na nacionalnim instrumentima posmatranja

## Literatura
- Autor, David H. (2015). „Why Are There Still So Many Jobs? The History and Future of Workplace Automation”. Journal of Economic Perspectives. 29 (3): 3. doi:10.1257/jep.29.3.3 . hdl:1721.1/109476. Архивирано из оригинала 01. 09. 2022. г. Приступљено 07. 09. 2020.
- Bennett, S. (1993). A History of Control Engineering 1930-1955. London: Peter Peregrinus Ltd. On behalf of the Institution of Electrical Engineers. ISBN 978-0-86341-280-6.
- Dunlop, John T. (ed.) (1962), Automation and Technological Change: Report of the Twenty-first American Assembly, Englewood Cliffs, NJ, USA: Prentice-Hall.
- E McGaughey (2018). „Will Robots Automate Your Job Away? Full Employment, Basic Income, and Economic Democracy”. SSRN 3044448 .
- Ouellette, Robert (1983), Automation Impacts on Industry, Ann Arbor, MI, USA: Ann Arbor Science Publishers, ISBN 978-0-250-40609-8.
- Trevathan, Vernon L., ур. (2006), A Guide to the Automation Body of Knowledge (2nd изд.), Research Triangle Park, NC, USA: International Society of Automation, ISBN 978-1-55617-984-6, Архивирано из оригинала 4. 7. 2008. г..
- Frohm, Jorgen (2008), Levels of Automation in Production Systems, Chalmers University of Technology, ISBN 978-91-7385-055-1.
- Executive Office of the President, Artificial Intelligence, Automation and the Economy („December 2016” (PDF). Архивирано из оригинала (PDF) 25. 09. 2019. г. Приступљено 07. 09. 2020.)